# Mamonas Assassinas (CD-Rom)
Mamonas Assassinas é um CD-Rom lançado postumamente pela EMI, em julho de 1996, que contém imagens, videos, falas e fotos dos integrantes da banda Mamonas Assassinas, bem como histórias em quadrinhos, jogos eletrônicos e muito humor.
Além disso, ele contém ainda alguns trechos das músicas lançadas no álbum Mamonas Assassinas, de 1995.
Até outubro de 1996, já haviam sido vendidas 25.000 unidades do produto.